# Michel Caron (chanteur)
Pour les articles homonymes, voir Michel Caron et Caron.
Michel Caron (nom de scène de Robert Laforest, né le 5 septembre 1942 à Montréal) est un musicien, claviériste et chanteur québécois. À l’adolescence, il prend des cours de chant avec Lucille Dumont puis, par la suite, des cours pour la pose de voix avec Éliane Catella.
Il enregistre son premier disque, avec l’aide de Pierre Nolès, sous l’étiquette Carol contenant les titres “Dis-moi / Je t'ai dit” en 1960. Malheureusement, la compagnie Fleur de Lys, propriétaire de Carol, fait faillite.
À l'âge de 17 ans, Michel rencontre Georges Tremblay, pour enregistrer un deuxième 45 tours avec la maison de disques London, dont les titres sont Tu ris de mes peines et Dany. Il enregistre un troisième disque chez London, Auprès de toi et Une larme sur ta joue.
En 1963, il fait connaissance avec Michèle Richard qui lui présente Russell Marois propriétaire de la maison de disques Météor à Sherbrooke. Il signe un contrat d'enregistrement avec Météor et il enregistre cinq 45 tours. Plusieurs de ses enregistrements ont été au palmarès québécois dont Si j’avais un marteau, Une larme, Un jour, Après ton départ et Ma Vénus.
En 1966, après la fin de son contrat avec Météor, il signe un nouveau contrat avec Beaumont. Son premier disque instrumentale sous Beaumont contient les titres Hava nagila à gogo et Minuit. Michel joue de l’orgue sur ce disque. Par la suite, avec sa sœur ainée Claudette Henry, qui est auteure-compositrice-interprète, il enregistre un deuxième 45 tours comprenant les titres Ne t'en va pas et La chance me sourit.
Michel participe à plusieurs émissions de télévision à (CHLT) Sherbrooke et aussi à la populaire émission Jeunesse d'aujourd'hui (CFTM) Montréal. Michel se produit un peu partout dans les salles et des pianos-bars de la province de Québec.

## Discographie
- Dis-moi et Je t'ai dit - Carol 1960
- Dany et Tu ris de mes peines - London 1961
- Une larme et Auprès de toi - London 1962
- Après ton départ et Ma Vénus - Météor 1963
- Je t'aime et Si j'avais un marteau - Météor 1964
- Ring a Ling et Un jour - Météor 1964
- Y'a que moi - Météor 1965
- Hava nagila à gogo et Minuit - Beaumont 1966